# Cuphea niederleinii
Cuphea niederleinii là một loài thực vật có hoa trong họ Lythraceae. Loài này được Koehne ex Taub. mô tả khoa học đầu tiên năm 1893.